# Garrigues-Sainte-Eulalie
Garrigues-Sainte-Eulalie (okzitanisch: Garriga e Senta Olha) ist eine französische Gemeinde mit 762 Einwohnern (Stand: 1. Januar 2022) im Département Gard in der Region Okzitanien. Sie gehört zum Arrondissement Nîmes und zum Kanton Uzès. Die Einwohner werden Garrigois genannt.

## Geografie
Garrigues-Sainte-Eulalie liegt etwa 18 Kilometer nordnordwestlich von Nîmes und etwa 23 Kilometer südöstlich von Alès.
Die Nachbargemeinden von Garrigues-Sainte-Eulalie sind Collorgues im Norden und Nordwesten, Aubussargues im Nordosten, Bourdic im Osten und Südosten, Sainte-Anastasie im Süden, Saint-Chaptes im Westen und Südwesten sowie Saint-Dézéry im Westen.

## Bevölkerungsentwicklung
| Jahr                       | 1962 | 1968 | 1975 | 1982 | 1990 | 1999 | 2006 | 2017 |
| -------------------------- | ---- | ---- | ---- | ---- | ---- | ---- | ---- | ---- |
| Einwohner                  | 228  | 253  | 281  | 304  | 388  | 516  | 690  | 731  |
| Quellen: Cassini und INSEE |      |      |      |      |      |      |      |      |

## Sehenswürdigkeiten
- romanische Kirche Sainte-Eulalie im gleichnamigen Ortsteil
- Evangelische Kirche in Garrigues
- Kirche Saint-Michel et Sainte-Eulalie in Garrigues